# Жива бира
Живата бира е прясна, нефилтрирана, непастьоризирана и нестабилизиранабира.

## Характеристика и производство
Произведена по обичайната технология, но за разлика от „обикновената“, са спестени механичното пречистване – филтриране – и термичната обработка – пастьоризация. Дрождите, отговорни за ферментацията и други процеси при производството, са живи – затова е и „жива“. Това води до силно намален срок на годност и я прави подходяща за консумация до 24 часа след производството. При прилагане на специални грижи – съхранение на тъмно, под налягане и ниска температура (например в кег), срокът за консумация може да се удължи до над 72 часа. Има ли специални съдове с възможност за автоматично поддържане на температура между 0 и 5 градуса, процесите на ферментация се задържат достатъчно, за да може да се съхранява няколко месеца.
Живата бира е мътна поради наличието на механични примеси. Те са от фини невидими частици до видими части от ечемичени или житни зърна (от малца) и листа от хмел.
Живите микроорганизми – бирените дрожди – се считат за полезна хранителна съставка, съответно това важи и за този вид бира.

## Жива бира в България
В България се произвеждат следните марки жива бира:
- „Веритас“ Veritas – Бургаска Пивоварна ЕООД- Бургас
- „Jägerhof“ – от „Сакара 2011“ ЕООД – Пловдив
- „Жива Бира“ – от „Болярка ВТ“ АД -Велико Търново
- „Кметско пшенично пиво“ – от „Тримекс – Сервиз“ АД – София,
- „Пети океан“ – от „Пети океан“ ООД – София,
- „Gallagher“ – от „Микроспектър“ ООД – Варна,
- „Люкс“ – от "Белинвест – Трявна” ООД – Трявна.